# برزرک و گروه شاهین
برزرک که در ژاپن با عنوان بروسِروکو موسُو (به ژاپنی: ベルセルク無双 Beruseruku Musō) شناخته می‌شود، یک بازی ویدئویی در سبک اکشن نقش آفرینی و هک اند اسلش که توسط امگا فورس ساخته شده و بوسیلهٔ کویی تکمو برای پلی‌استیشن ۳، پلی‌استیشن ۴، پلی‌استیشن ویتا و مایکروسافت ویندوز منتشر شده‌است. این بازی حاصل همکاری بین مجموعه بازی‌های خاندان قهرمانان شرکت کویی تکمو و مجموعه مانگا برزرک اثر کنتارو میورا است. برزرک در تاریخ ۲۷ اکتبر ۲۰۱۶ در کشور ژاپن برای کنسول‌های شرکت سونی عرضه شد و همچنین برای مناطق غربی نیز در اکتبر ۲۰۱۶ برای پلی‌استیشن ۴، پلی‌استیشن ویتا و ۲۱ فوریه ۲۰۱۷ برای مایکروسافت ویندوز در دسترس قرار گرفت.